# Daniela Hlaváčová
Daniela „Dana“ Hlaváčová (* 20. Juni 1945 in Prag-Suchdol) ist eine tschechische Schauspielerin.

## Leben und Wirken
Sie nahm Schauspielunterricht und spielte 1963 ihre erste Rolle in einer tschechischen Fernsehserie. Insgesamt wirkte sie als Schauspielerin vor der Kamera bis zum Jahr 2012 in mehr als 60 Film-und-Fernsehproduktionen mit. Im Jahr 1973 spielte sie Aschenbrödels Stiefschwester im Märchenfilm Drei Haselnüsse für Aschenbrödel, der zu Weihnachten regelmäßig in vielen Ländern im Fernsehen wiederholt wird.
Gegenwärtig leitet sie eine Kunstschule in Prag-Libeň. Sie ist die Schwester der Schauspielerin Jana Hlaváčová und Mutter von Lucie Matoušková.

## Filmografie (Auswahl)
- 1963: Tři chlapi v chalupe (Fernsehserie)
- 1966: Eliška a její rod (Fernsehserie)
- 1969: Popelka (Fernsehfilm)
- 1973: Drei Haselnüsse für Aschenbrödel (Tři oříšky pro Popelku)
- 1975: Zwei Mann zur Stelle (Dva muzi hlásí príchod)
- 1975: So beginnt Liebe
- 1978: Das Geheimnis des Weidenkorbs (Tajemství proutěného košíku; Fernsehserie)
- 1978: Laßt ihn sich doch fürchten
- 1980: Dnes v jednom domě (Fernsehserie)
- 1981: Zkoušky z dospelosti (Fernsehserie)
- 1985: Třetí patro (Fernsehserie)
- 1994: Des Kaisers neue Kleider
- 2001: Černí anděle (Fernsehserie)
- 2003: Das Krankenhaus am Rande der Stadt – 20 Jahre später (Fernsehserie, 2 Folgen)
- 2005: Anděl Páně
- 2012: Bastardi 3